# Florence Abrahamson
Florence Olga Abrahamson, född 3 juni 1877 i London, död 30 april 1965 i Köpenhamn, var en svensk-dansk konstnär. Hon var bosatt i Danmark.
Hon var dotter till köpmannen Arnold Abrahamson och Flora Abrahamson samt syster till Bertha Abrahamson och Charlotte Mannheimer.
Abrahamson studerade konst i Danmark för Julius Paulsen Luplau Janssen och Ingeborg Rode, och hon företog vid sekelskiftet en studieresa till Holland och Norditalien och 1902 en studieresa i USA. Hon medverkade i ett flertal utställningar i Danmark, bland annat i sin debututställning 1903 på Kunstnernes Efterårsudstilling och i Danske Jødisk Udstilling  i Köpenhamn 1908 samt Kvindelige Kunstnerers Samfund 1920 och 1930. I Sverige deltog hon i utställningar på Liljevalchs konsthall i Stockholm och i Göteborg.
Hennes konst består av interiörer, figurer, landskap och porträtt. I slutet av 1930-talet drabbades hon av synproblem och tvingades ge upp sitt måleri. När tyska soldater tågade in i Danmark under andra världskriget tvingades hon och hennes syster Bertha fly till Sverige när deportationen av judar inleddes 1943.
Abrahamson är representerad vid Göteborgs konstmuseum.